# Општина Цеље
Градска општина Цеље (словен. Celje) је једна од општина Савињске регије у држави Словенији. Седиште општине је истоимени град Цеље.

## Положај општине
Општина Цеље се на северу граничи са општином Војник, на западну са општином Шентјур, на југозападу са општином Шторе, на југу са општином Лашко и на западу са општином Жалец.

## Природне одлике
Рељеф: Општина Цеље налази се у средишњем делу Словеније, у јужном делу области Штајерска. Већи, северни део општине је у средишту простране и плодне Цељске котлине, док је јужни део планински - планине Посавског Хрибовја. Просечна надморска висина општине је 304 м.
Клима: У општини влада умерено континентална клима.
Воде: Најважнији водоток у општини је река Савиња. После ње важна и река Воглајна. Сви остали водотоци су мали и њихове су притоке.

## Становништво
Општина Цеље је веома густо насељена.

## Насеља општине
| - Брезова - Буковжлак - Врхе - Глинско - Горица при Шмартнем - Доброва - Жепина - Зачрет - Задоброва - Зводно - Језерце при Шмартнем - Кошница при Цељу - Лаховна | - Лесковец - Липовец при Шкофји Васи - Лоче - Локровец - Лопата - Љубечна - Медлог - Осенца - Отемна - Печовник - Пепелно - Прекорје - Рожни Врх | - Рунтоле - Рупе - Сланце - Слатина в Рожни долини - Техарје - Тремерје - Трновље при Цељу - Цеље - Шентјунгерт - Шкофја Вас - Шмарјета при Цељу - Шмартно в Рожни долини - Шмиклавж при Шкофји Васи |  |